# شاهپور نیشابوری
جمال الدین شاهپور بن محمد اشهری از شاعران سده ششم و شاگرد ظهیر فاریابی بوده و در خدمت سلطان محمد تکش می زیسته و به قول بیشتر تاریخ‌دانان در سال ۶۰۰ هجری در گذشته است. آرامگاه وی در مقبرةالشعرای تبریز قرار دارد..وی از نوادگان عمر خیام نیشابوری می باشد.